# Camponotus sericeus
Camponotus sericeus (лат.) — вид муравьёв рода кампонотус (Camponotus) (подрод Orthonotomyrmex) из подсемейства формицины (Formicinae).

## Распространение
Африка (в том числе, Алжир, Египет, Сенегал, Судан). Западная, Южная и Юго-Восточная Азия: от Израиля и Аравийского полуострова до Афганистана, Индии и Таиланда.

## Описание
Отличаются от близких видов крупной головой и грудью, брюшком с золотистым опушением и грубой скульптурой поверхности тела; проподеум угловатый с тупым зубцом. Рабочие муравьи имеют длину 7,1—11,1 мм, длина головы = 1,56—2,86 мм, ширина головы = 1,46—3,48 мм. Тело буровато-чёрное.

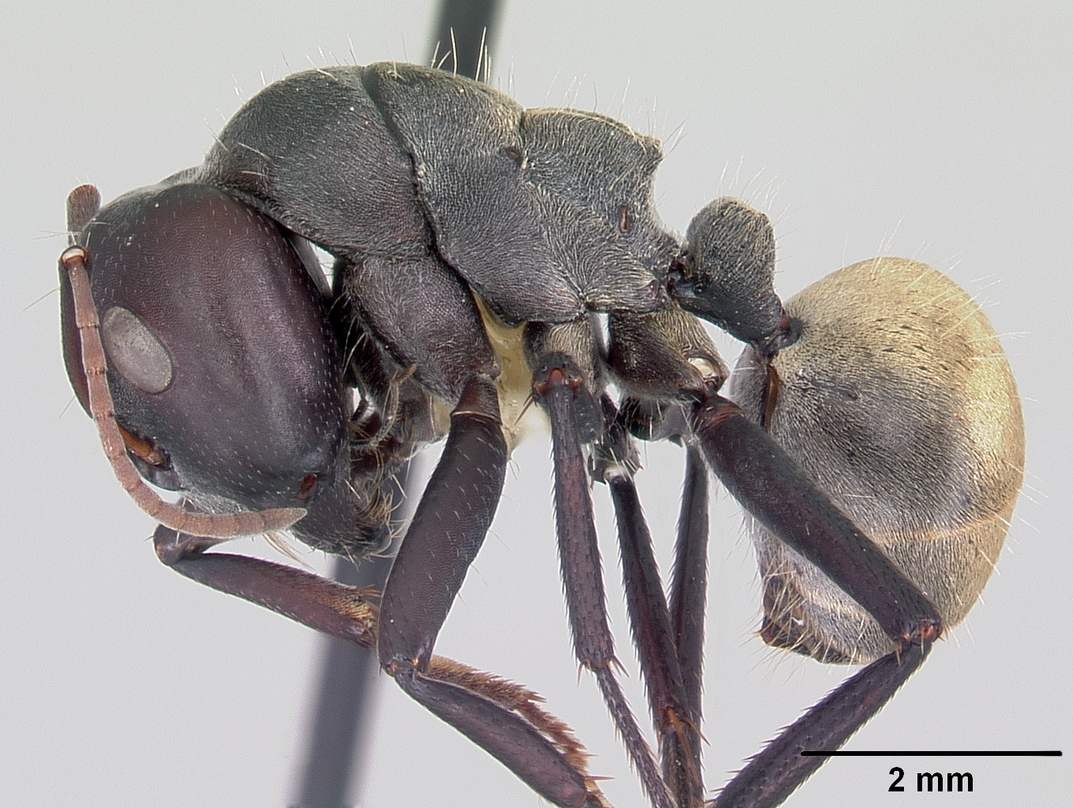
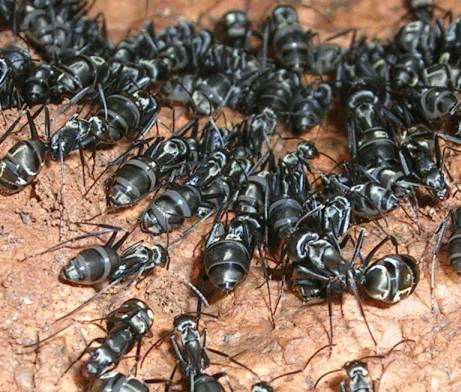